# 傀儡政権
傀儡政権（かいらいせいけん、英語: puppet government）とは、ある領域を統治し、名目上は独立しているが、実態は事実上の支配者である外部の政権・国家によって管理・統制・指揮されている政権を指す。内政も外交も自己決定権が完全ではなく、支配者の利益のために操作・命令され統治される。傀儡国家（かいらいこっか、英語: puppet state）とも呼ばれる。

## 概要
「傀儡」という語は、「操り人形」を意味し、転じて黒幕に利用されている者を指す。
形式的ないし名目上は独立国家でありながら、その政府が自国民の利益や意思、願望に従って統治を行うのではなく、むしろ他の特定の強国の意思に従って行動する場合、その政権を一般に傀儡政権、傀儡国家と呼んでいる。すなわち、傀儡政権とは、実際の支配者の操り人形（傀儡）であり、他国の意のままに操られている政権のことである。形式的には独立しているが実質的には植民地同様の地位にある半植民地や占領下にある国家に、植民地支配や侵略、占領をカムフラージュするために樹立される。支配国ないし占領国の意思は、その地域の住民の中の協力者に政権を作らせ、傀儡政権を通じて間接的に表現されるので、植民地的支配や侵略はしばしば偽装されあるいは一見緩和され、また、独立性の外観を保つことによって国際世論やその地域の住民感情に対してカムフラージュ効果をもつ。
例としては、満洲事変後に樹立した満洲国政府、冀東防共自治政府、蒙古連合自治政府、汪兆銘を首班とする南京国民政府、第二次世界大戦中に大日本帝国が占領したビルマ、インドネシア、フィリピンなど東南アジア各地で樹立した政府などがその例である。また、第二次世界大戦中にドイツが占領地ヴィシーに建てたフランスのヴィシー政権、ノルウェーでのヴィドクン・クヴィスリングによる政権(クヴィスリング政権)などが例として挙げられる。

## 例

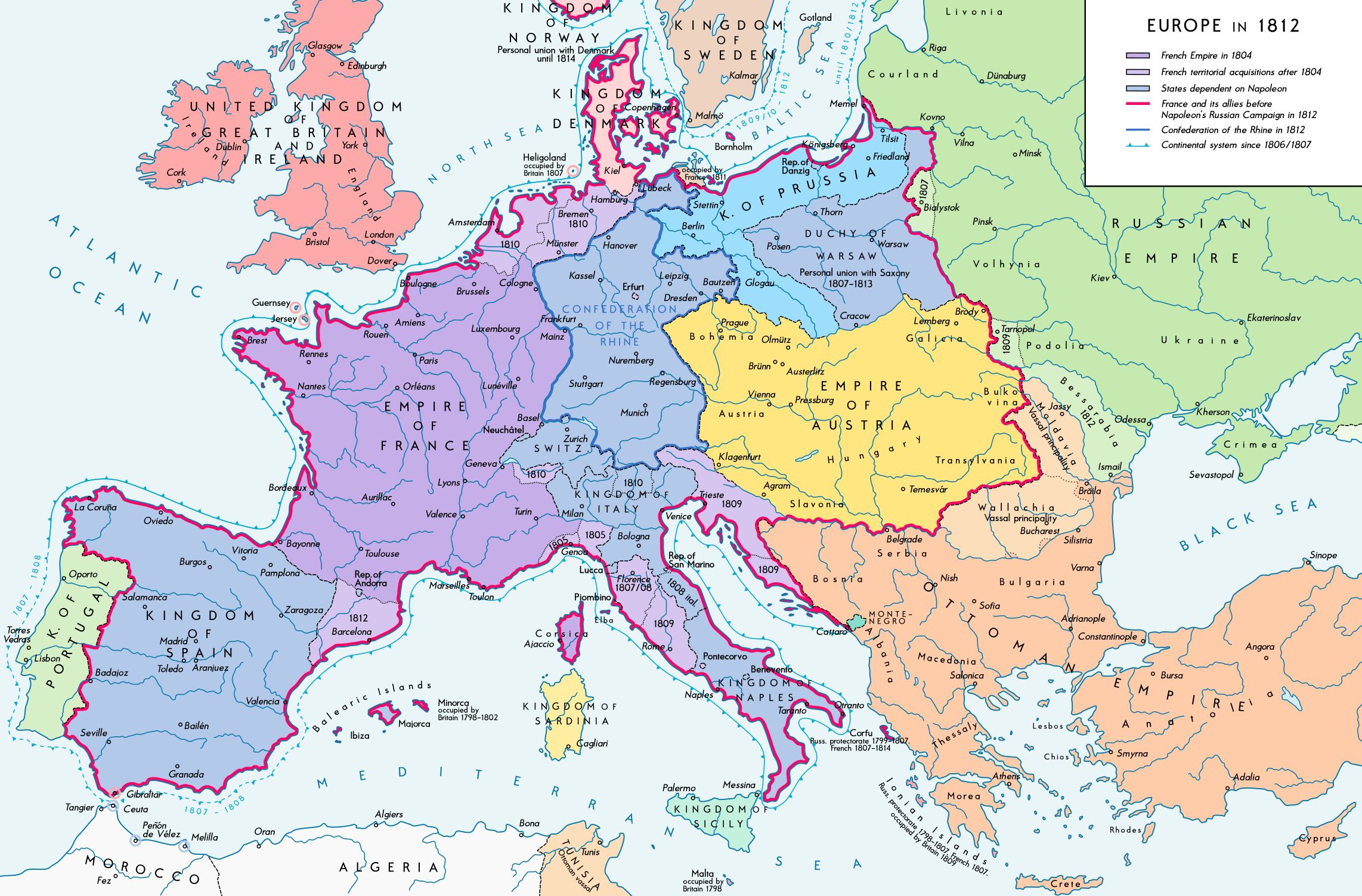
フランス帝国と傀儡政権（1812年）

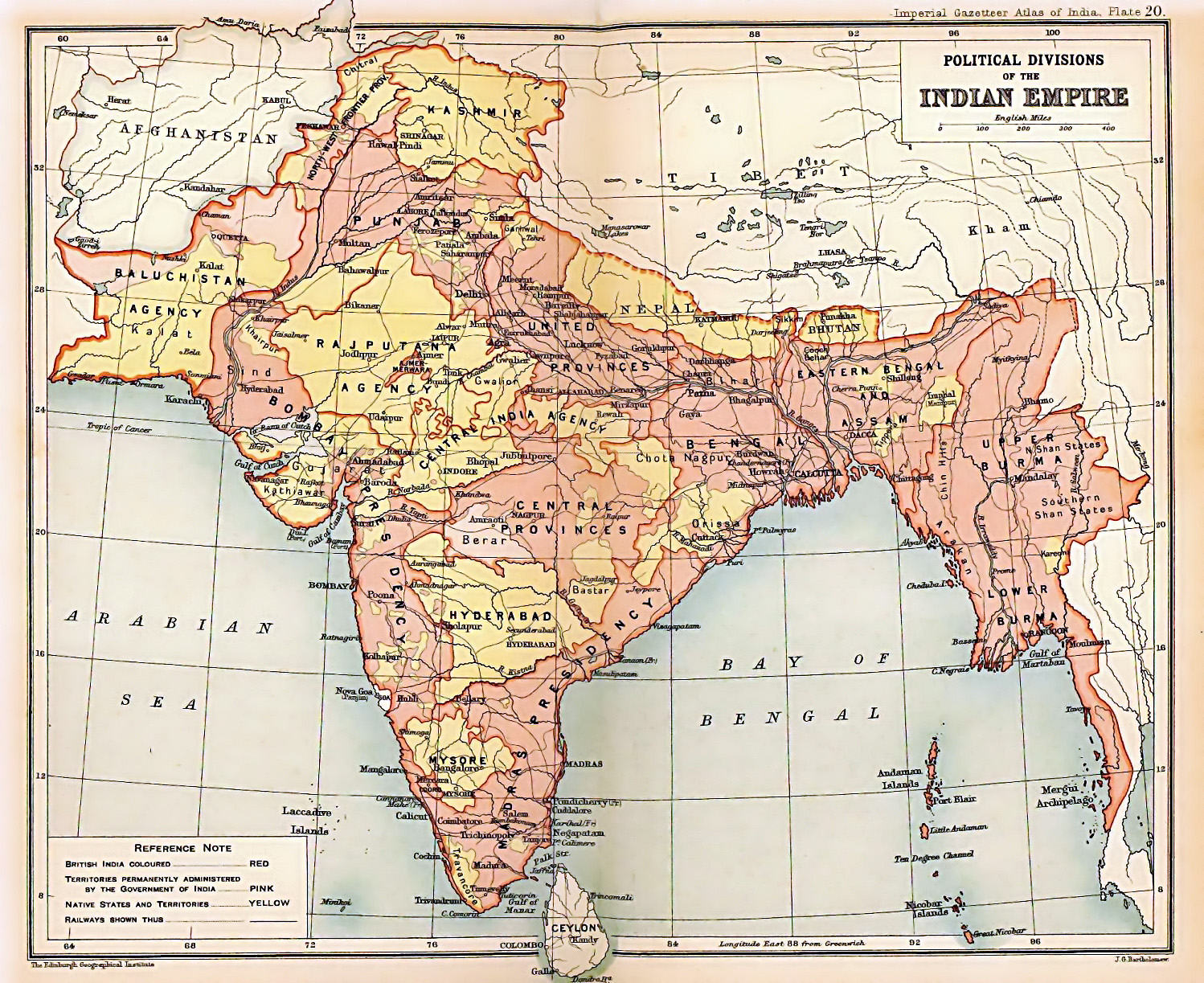
1909年当時のイギリス領インド帝国。イギリスによる直接統治下に置かれた地域はピンク、藩王国、保護国は黄色で示されている。

### アジア
中国史においては冊封と呼ばれる、他国の王を皇帝などの上位者が承認する体制が行われている。ただし多くは名目的なものであり、実質的な冊封国内への支配権を持っていた例は少ない。

#### 中国史
- 楚（1127年）、斉（1130年 - 1137年）

金が北宋の地域に建てようとした傀儡政権。いずれも短期間で滅んでいる。
- 後梁（西梁）（554年 - 587年）

南北朝時代に南朝梁の皇族が建てた地域政権だが、実質的には北朝（西魏→北周→隋）による傀儡政権であった。

#### 朝鮮半島
- 報徳国（670年 - 684年）

新羅が高句麗の遺民を擁立した傀儡政権。

#### 第二次世界大戦前・中に日本の影響圏にあった政権
- 中国
  - 満洲国（1932年 - 1945年） - 満鉄線路爆破事件の中心人物であった板垣征四郎、石原莞爾、片倉衷ら関東軍将校によって建国を画策された国家[9]。
  - 中華民国南京国民政府:（1940年 - 1945年）
  - 蒙古聯合自治政府（1939年 - 1945年） - 1941年に対内的に蒙古自治邦と併称し「半独立国」化。
  - 冀東防共自治政府（1935年 - 1938年） - 1938年成立の中華民国臨時政府に併合される。
  - 中華民国臨時政府:（1937年 - 1940年） - 中華民国南京国民政府の成立にともない解散、華北政務委員会となる。
  - 上海市大道政府: (1937年 - 1938年) - 1938年成立の中華民国維新政府に併合される。
  - 中華民国維新政府（1938年 - 1940年） - 1940年成立の中華民国南京国民政府に編入される。
  - 蒙古軍政府（1936年 - 1939年） - 1937年、蒙古聯盟自治政府に改称。1939年に蒙古聯合自治政府として統合された。
  - 察南自治政府（1937年 - 1939年） - 蒙古聯合自治政府に統合された。
  - 晋北自治政府（1937年 - 1939年） - 蒙古聯合自治政府に統合された。

- 東南アジア
  - フィリピン第二共和国・ホセ・ラウレル政権（1943年 - 1945年）
  - ビルマのバー・モウ政権（1943年 - 1945年）
  - フランス領インドシナ - フランスの連邦植民地政府。その支配地域に1940年 - 1941年以降日本軍が進駐し日仏共同統治を行っていた。1945年の仏印処理（明号作戦）後は日本によって完全に掌握される。日本の降伏以降イギリス軍、中華民国軍が進駐。元日本軍将兵は第一次インドシナ戦争終結後に完全撤退。
    - ベトナムのフランス保護領アンナン（阮朝、? - 1945年。1883年フランスの保護国となる）
    - トンキン保護国（1883年 - 1945年）
    - ラオス保護国のルアンパバーン王国（1706年 - 1945年。19世紀にフランスの保護国となる）
    - フランス保護領カンボジア（1434年 - 1970年。1863年にフランスの保護国となる）
    - ベトナム帝国（1945年）
    - ラオス王国（1945年）

#### ソビエト連邦勢力圏内にあった国々
- 極東共和国（1920年 - 1923年） - ロシア内戦期の政府。ソビエト連邦政府への編入を宣言した。
- トゥヴァ人民共和国：（1921年 - 1944年） - 自治州としてソ連に編入。
- モンゴル人民共和国：（1924年 - 1991年）
- フィンランド民主共和国：（1939年 ‐1940年） - フィンランド侵略時に設立。翌年、ソ連が本家のフィンランドと和平協定を結ぶ際に解散。
- 東トルキスタン共和国：（1944年 - 1949年） - 1949年新疆ウイグル自治区として中華人民共和国に編入。
- アゼルバイジャン自治共和国：（1945年 - 1946年） - ソ連軍占領地。イランに併合。
- クルディスタン共和国：（1945年 - 1946年） - 上記と同様

#### インドシナ戦争
いずれもベトナム南部に設立された。
- コーチシナ共和国：（1946年 - 1949年） - フランスの傀儡国家。1948年ベトナム臨時中央政府に統合
- ベトナム臨時中央政府（1948年 - 1949年） - フランスの傀儡政府。ベトナム国に移行。
- ベトナム国：（1949年 - 1955年） - フランスの傀儡国家。
- ベトナム民主共和国（特にホー・チ・ミン政権：（1945年 - 1969年） - ソビエト連邦の傀儡国家。
- ベトナム共和国（特にゴ・ディン・ジエム政権：（1955 - 1963年） - アメリカの傀儡国家。
- 南ベトナム共和国：（1969年 - 1976年） - 北ベトナムの傀儡国家。

#### その他のアジア
- トレビゾンド帝国（1204年 - 1461年） - 東ローマ帝国の皇族が建てた国家。同年東ローマ帝国が一時滅亡したためグルジア王国の支配下にあった。
- イラク王国（1932年 - 1960年） - 1932年イギリス委任統治領から独立するが、その後も影響下にあった。
- インド帝国（1877年 - 1947年） - イギリス国王がインド皇帝を兼任する同君連合の形を取っており、国際連盟、国際連合とも原加盟国であった[10][11]が、実際にはイギリスの統治下にあった[12]。
- ハワイ共和国（1893年 - 1898年） - ハワイ王国ではアメリカ人移民の勢力が強まり、1887年の銃剣憲法（英語版）制定などで、王は実質的な権力を失った。1893年に海兵隊のクーデターにより王制は打倒され、共和国が建設された。サンフォード・ドール大統領は早い内からアメリカへの併合を求めており、1898年アメリカに併合。ハワイ準州（Territory of Hawaii）となる。
- クメール共和国（ロン・ノル政権、1970年 - 1975年） - アメリカ合衆国の影響下にあった。
- アフガニスタン紛争期（1978年 - ）における諸政府は、いずれの政府も対象から傀儡であると呼ばれ攻撃されている。
- カンボジア人民共和国（ヘン・サムリン政権、カンボジア内戦中の1979年 - 1992年） - ベトナム社会主義共和国の影響下にあった。
- クウェート共和国（1990年）- イラクがクウェート侵攻を正当化するためにクウェートに樹立した傀儡国家。暫定政府樹立から1週間でイラクに併合され消滅した。

### ヨーロッパ

#### フランス革命期・ナポレオン戦争中にフランスの勢力圏内にあった国々
- ライン同盟（1806年 - 1812年）
- ワルシャワ公国（1807年 - 1815年）
- バタヴィア共和国（1795年 - 1806年） - 1806年ホラント王国に移行
- ホラント王国（1806年 - 1810年）  - 1810年フランスに併合
- ヘルヴェティア共和国（1798年 - 1803年）

#### ウィーン会議によりロシア帝国の勢力圏で成立した国
- 会議王国（ポーランド王国）（1815年 - 1915年）[13] - 国王は、ロシア皇帝が兼任。独自の憲法、議会、軍隊などをもったが、1830年の11月蜂起と 1863年の1月蜂起の敗北で、自治権廃止[14]

#### ブレスト＝リトフスク条約により成立し第一次世界大戦終結までドイツ帝国の勢力圏内にあった国々
- フィンランド王国
- バルト連合公国（エストニアおよびラトビア）
- リトアニア王国
- ポーランド摂政王国
- ウクライナ国

#### 第二次世界大戦中に枢軸国の勢力圏内にあった国々
ナチス・ドイツ
- フランス共和国のヴィシー政権（1940年 - 1944年） - 占領国であるドイツの強い影響下にあり、政・経両面に渡って協力を強いられ、ナチス・ドイツがフランスにおいて敗退し始めると崩壊した（ナチス・ドイツによるフランス占領も参照）。
- スロバキア共和国（1939年 - 1944年）
- ベーメン・メーレン保護領（1939年 - 1944年）
- クロアチア独立国（1941年 - 1945年）
- イタリア社会共和国（1943年 - 1945年）
- ノルウェーのクヴィスリング政権（1943年 - 1945年）
- ハンガリー王国の矢十字党による国民統一政府（1944年 - 1945年）
- セルビア救国政府（1941年 - 1944年）
- ロコト自治州（英語版）
- ベラルーシ中央ラーダ（英語版）（1943年 - 1944年）

イタリア王国
イタリアが降伏した1943年9月以降はドイツによる支配へと切り替えられた
- アルバニア王国 (1939年-1943年)（1939年 - 1944年）
- ギリシャ国
- ピンドス公国・マケドニア公国
- モンテネグロ王国 - イタリア支配下のモンテネグロ時代に、イタリアが建国しようとしていた国家。モンテネグロ蜂起 (1941)（英語版）が発生したため実行には移されなかった。

#### 第二次世界大戦後から冷戦終結までソビエト連邦勢力圏内にあった国々（衛星国）
- ザカルパート・ウクライナ（ウクライナ語版）（1944-1946）
- ドイツ民主共和国
- ポーランド人民共和国
- チェコスロバキア社会主義共和国
- ハンガリー人民共和国
- ブルガリア人民共和国
- ルーマニア人民共和国（1965年のチャウシェスク政権発足以降はソ連と一定の距離を置くようになる）

#### ソビエト連邦崩壊後に成立した国々
ロシア連邦系
- アブハジア共和国　ジョージア領内
- 南オセチア共和国　ジョージア領内
- 沿ドニエストル・モルドバ共和国　モルドバ領内
- ドネツク人民共和国（2014年 - 2022年） - ウクライナ領内（2022年にロシアが併合を宣言）
- ルガンスク人民共和国（2014年 - 2022年）ウクライナ領内（2022年にロシアが併合を宣言）
- クリミア共和国　ウクライナ領内・成立翌日にロシアに併合

アルメニア系
- アルツァフ共和国　アゼルバイジャン領内

#### その他のヨーロッパ
- ポーランド立憲王国（1815年 - 1832年） - ロシア帝国系（1832年ロシアに併合）
- ポズナン大公国（1815年 - 1848年） - プロイセン王国系（1848年プロイセンに併合）
- ギリシャ軍事政権（1967年 - 1974年） - アメリカ合衆国系
- 北キプロス・トルコ共和国 - トルコ系
- コソボ共和国 - アルバニア系

### アメリカ
- パナマ共和国（1903年 - ） - アメリカ合衆国系。1964年にアメリカとの国交断絶を経験している。
- キューバ共和国（1902年） - アメリカ合衆国系。フルヘンシオ・バティスタ政権（1933年 - 1959年）の崩壊まで親米政権が続いた。
- ドミニカ共和国のラファエル・トルヒーヨ政権（1930年 - 1961年） - アメリカ合衆国系
- ニカラグア共和国のソモサ政権（1934年 - 1979年） - アメリカ合衆国系
- グアテマラ共和国のカスティージョ・アルマス政権、イディゴラス・フエンテス政権などの軍事政権（1954年 - 1984年） - アメリカ合衆国系
- ホンジュラス共和国のカリアス・アンディーノ政権（1933年 - 1949年） - アメリカ合衆国系
- エルサルバドル共和国の諸政権（1973年 - 1992年） - アメリカ合衆国系
- チリのアウグスト・ピノチェト政権（1974年 - 1990年） - アメリカ合衆国系

### アフリカ
- エジプトのムハンマド・アリー朝（19世紀前半 - 1953年） - エジプトは1914年以降名実ともにイギリスの保護国であった。1922年に独立した後も強いイギリスの影響下にあった。
- エチオピア人民民主共和国（メンギスツ政権、1975年 - 1990年） - ソビエト連邦系
- バントゥースタン（ホームランド）の諸国（トランスカイ、ボプタツワナ、ヴェンダ、シスカイ） - 南アフリカ共和国による名目上の黒人独立国。1976年のトランスカイ共和国成立を端緒とする。南アフリカ共和国でアパルトヘイト政策廃止の方針が決定されたのち、1994年中に全て南アフリカに統合。